# Consorcio ACAC
La Compañía comercial de aviación AVIC I  (Consorcio ACAC ; en chino simplificado, 中航商用飞机有限公司) es una subsidiaria de  Aviation Industries of China I (AVIC I), formada en 2002 por varias compañías de aviación china , las que incluyen:
- Shanghai Aircraft Research Institute
- Xian Aircraft Design and Research Institute
- Chengdu Aircraft Industry Group
- Shanghai Aircraft Company
- Shenyang Aircraft Corporation
- Xian Aircraft Company

En 2009 se convirtió en parte de  Commercial Aircraft Corporation of China (COMAC).

## Productos
- El joint venture desarrolló el jet regional ARJ21.